# MercedesCup 2014
MercedesCup 2014 — тенісний турнір, що проходив на ґрунтових кортах у місті Штутгарт, Німеччина з 7 липня. Належав до категорії ATP World Tour 250.

## Фінальна частина

### Одиночний розряд
Роберто Баутіста Аґут —  Лукаш Росол 6–3, 4–6, 6–2

### Парний розряд
Mateusz Kowalczyk /  Артем Сітак —  Гільєрмо Гарсія-Лопес /  Філіпп Освальд 2–6, 6–1, [10–7]